# (85559) Villecroze
(85559) Villecroze est un astéroïde de la ceinture principale.

## Description
(85559) Villecroze est un astéroïde de la ceinture principale. Il fut découvert le 8 janvier 1998 à l'observatoire fédéral d'astrophysique par Susan Banh. Il présente une orbite caractérisée par un demi-grand axe de 2,66 UA, une excentricité de 0,09 et une inclinaison de 10,1° par rapport à l'écliptique.

## Compléments